# Tweecellige sileneroest
De tweecellige sileneroest (Puccinia behenis) is een schimmel behorend tot de familie Pucciniaceae. Deze biotrofe parasiet leeft op planten uit de Anjerfamilie. Hij vormt telia en uredinia op beide zijde van het blad.

## Morfologie
De urediniosporen hebben 3-4 kiempore, staan iets boven de equator en meten 17-24 x 18-28 µm. De telia zijn zwartbruin, poederig en komen voor aan beide kanten van het blad. De teliosporen zijn tweecellig, glad, op een korte (< 15 µm) steel en meten 16-26 x 25-40 µm.

## Waardplanten
De tweecellige sileneroest maakt infecties op :
- Cerastium arvense (Akkerhoornbloem)
- Dianthus arenarius (Duizendschoon)
- Dianthus barbatus
- Dianthus caryophyllus (Tuinanjer)
- Dianthus chinensis (Chinese anjer)
- Dianthus deltoides (Steenanjer)
- Gypsophila altissima
- Gypsophila muralis (Gipskruid)
- Silene alba
- Silene arguta
- Silene armeria (Pekbloem)
- Silene baccifera (Besanjelier)
- Silene dioica (Dagkoekoeksbloem)
- Silene fulgens
- Silene latifolia (Avondkoekoeksbloem)
- Silene nemoralis
- Silene niceensis
- Silene nutans (Nachtsilene)
- Silene odontopetala
- Silene pendula (Hangsilene)
- Silene repens
- Silene vulgaris (Blaassilene) & subsp. commutata + glareosa
- Stellaria dichotoma

## Verspreiding
In Nederland komt de tweecellige sileneroest zeer zeldzaam voor.

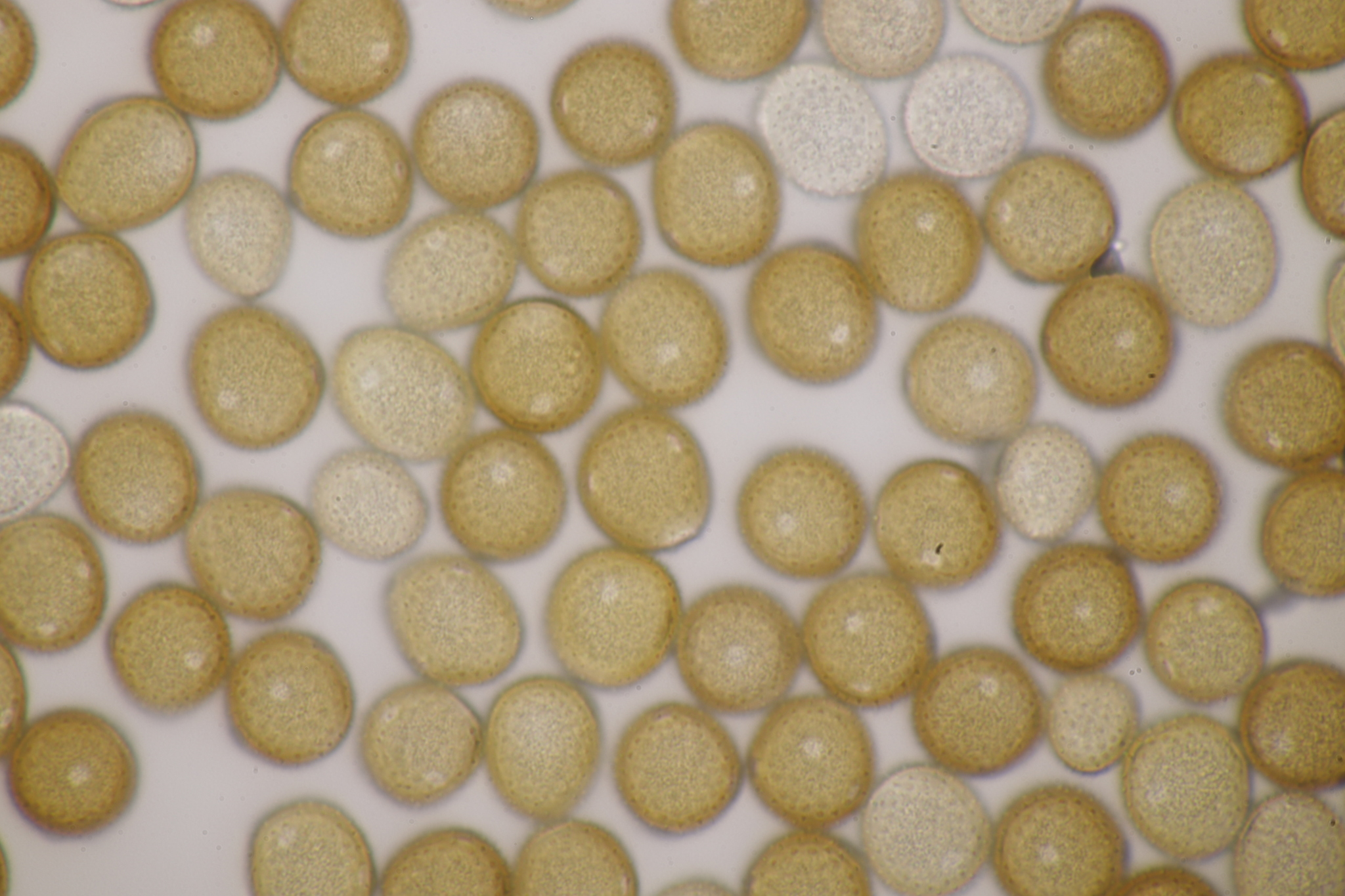
Urediniosporen